# Tỉnh Iga
Tỉnh Iga (伊賀国 (Y Hạ Quốc) Iga no kuni) là một tỉnh lịch sử của Nhật Bản nằm ở nơi ứng với mạn tây tỉnh Mie ngày nay. Nó còn được viết ngắn gọn là Ishū (伊州 (Y Châu)). Nó giáp ranh với bốn tỉnh Ise, Ōmi, Yamato, Yamashiro. Địa phận tỉnh Iga xưa nay là hai thành phố Iga và Nabari.

Vị trí tỉnh Iga (đỏ)

Iga là một tỉnh của vùng Tōkaidō. Theo Engishiki, Iga là một "hạ quốc" (下国 gekoku) và "cận quốc" (近国 kingoku). Vây quanh là rừng núi cộng với đường sá ít ỏi, nên về lịch sử, tỉnh Iga là một vùng sâu vùng xa. Tuy vậy, ngày nay có thể dễ dàng đến Iga từ Nara, Kyoto, hay các thành phố lớn xa hơn như Osaka và Nagoya.

## Lịch sử

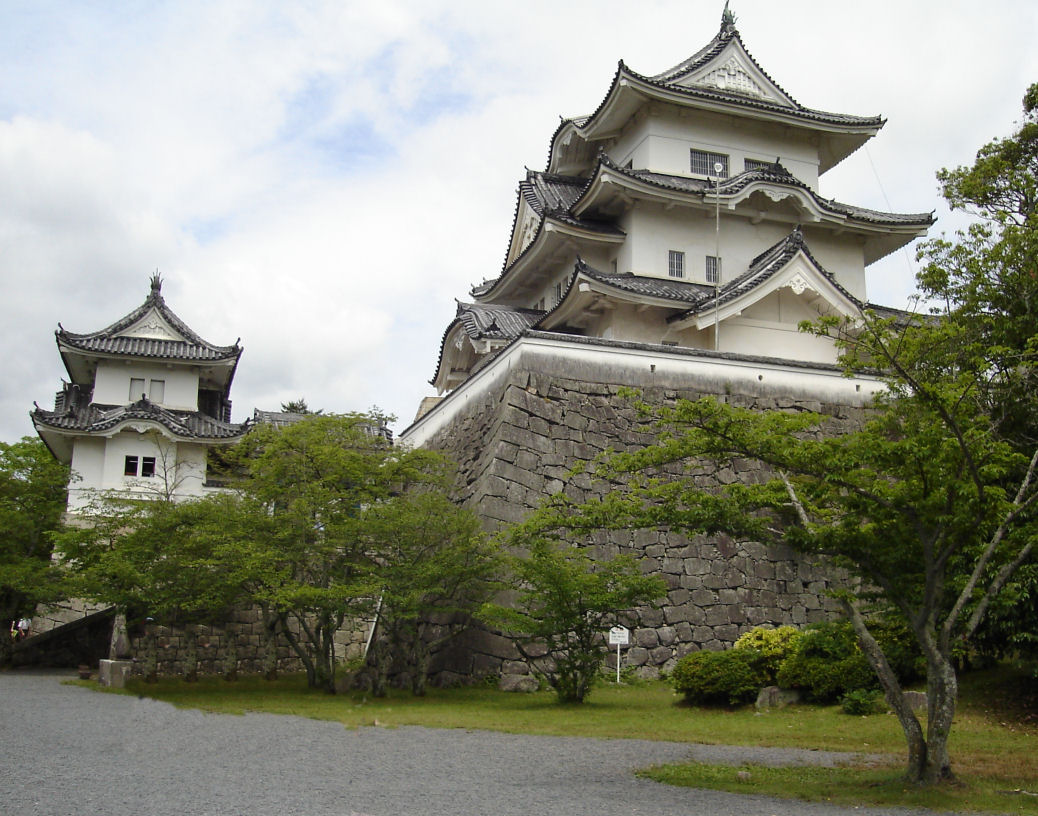
Thành Iga Ueno

### Thời Asuka
Tỉnh Iga tách ra khỏi tỉnh Ise vào thời kỳ Asuka, khoảng năm 680. Tỉnh lỵ khi ấy nay nằm trong thành phố Iga. Ichinomiya của tỉnh là Aekuni Jinja (敢國神社), nay cũng thuộc thành phố Iga.

### Thời Heian, Kamakura và Muromachi
Ta không biết nhiều về lịch sử tỉnh trong hai thời kỳ Heian và Kamakura. Tuy vậy, đến đầu thời Muromachi, Iga trên thực tế trở nên độc lập khỏi sự cai trị của quý tộc phong kiến, lập nên một "nền cộng hoà". Trong giai đoạn này, Iga trở nên nổi danh là một trung tâm ninjutsu, và cùng với Kōka (nay thuộc Shiga) là một trong những nơi khai sinh các tộc ninja.
Năm 1581, hai năm cuộc tấn công thất bại của con trai mình, Oda Nobunaga tự mình dẫn dắt một cuộc đại tiến công Iga, đánh từ năm hướng với lực lượng 40.000-60.000 quân, về cơ bản xoá sổ trung tâm chính trị của ninja (xem loạn Tenshō Iga).

### Mạc phủ Tokugawa
Với sự thành lập của Tokugawa shogunate, Iga trở thành một phần của Iga-Ueno trong thời gian ngắn (1600–1608) dưới sự cai trị của Tsutsui Sadatsugu. Tuy vậy, khi nhà Tsutsui bị phế truất năm 1608, khu vực này về tay Tōdō Takatora, daimyō của phiên Tsu. Nó là một phần của phiên Tsu cho tới cuộc Minh Trị Duy tân.

### Thời Edo
Vài nhân vật nổi bật thời Edo từ Iga gồm samurai Hattori Hanzō và nhà thơ haiku Matsuo Bashō..

### Tỉnh Mie
Sau đạo luật phế phiên, lập huyện năm 1871, phiên Tsu trở thành "huyện Tsu", rồi trở thành tỉnh Mie ngày nay.

## Quận lịch sử
- - Quận Ahai (阿拝郡) – hợp nhất với quận Yamada để trở thành quận Ayama (阿山郡) vào ngày 29 tháng 3 năm 1896
  - Quận Iga (伊賀郡) – hợp nhất với quận Nabari để trở thành quận Naga (名賀郡) vào ngày 29 tháng 3 năm 1896
  - Quận Nabari (名張郡) – hợp nhất với quận Iga để trở thành quận Naga vào ngày 29 tháng 3 năm 1896
  - Quận Yamada (山田郡) – hợp nhất với quận Ahai để trở thành quận Ayama vào ngày 29 tháng 3 năm 1896